# チューリング賞
ACM A・M・チューリング賞(ACM A.M. Turing Award)、通称チューリング賞(Turing Award)は、計算機科学分野の国際的な学会であるACMが、計算機科学分野における「永続的な重要性を持つ主要な業績」に対して毎年授与している賞である。
賞の名称は、アラン・チューリングの名に由来する。チューリングは、理論計算機科学や人工知能の重要な創始者としてしばしば言及される。
この賞は、計算機科学の分野における最高の栄誉とされ、「計算機科学のノーベル賞」と広く認識されている。受賞者にはハーバート・サイモンなどノーベル賞受賞者も存在している。
賞の授与は毎年1回3月に行われる。2007年から2013年までは、インテルとグーグルからの支援により25万ドルの賞金が追加された。2014年からは、グーグルからの支援により100万ドルの賞金が追加されている。
1966年の最初の受賞者はカーネギーメロン大学のアラン・パリスだった。初の女性受賞者は、2006年のフランシス・E・アレン(IBM)だった。

## 受賞者
| 年度 | 受賞者名                       | 写真 | 受賞理由 |
| ---- | ------------------------------ | ---- | --- |
| 1966 | アラン・パリス                 |      | 高度なコンピュータプログラミング技法とコンパイラ構築の分野への貢献に対して。 |
| 1967 | モーリス・ウィルクス           |      | 世界初のプログラム内蔵方式のコンピュータである EDSAC の開発者として最もよく知られている。1949年に作られたとき、EDSAC は水銀遅延記憶装置を使用していた。さらに、1951年に Wheeler, Gill とともに出版した "Preparation of Programs for Electronic Digital Computers" の著者としても知られており、プログラムライブラリを効果的に紹介した。 |
| 1968 | リチャード・ハミング           |      | 数値解析、自動プログラミング、誤り検出と誤り訂正符号における業績に対して |
| 1969 | マービン・ミンスキー           |      | 人工知能分野の創造、形成、促進、発展における中心的な役割に対して |
| 1970 | ジェームズ・H・ウィルキンソン  |      | 高速なデジタルコンピュータを利用した数値解析に関する研究と線形代数と誤差解析の処理に関する深い洞察に対して。 |
| 1971 | ジョン・マッカーシー           |      | マッカーシーの講演 "The Present State of Research on Artificial Intelligence" (人工知能研究の現状) は、彼の業績で高い評価を得た |
| 1972 | エドガー・ダイクストラ         |      | 明快さと数学的厳密さのモデルとなった高レベルのプログラミング言語 ALGOL の開発への貢献、およびプログラミング言語全般の構造・表現・実装の理解への多大な貢献に対して。 |
| 1973 | チャールズ・バックマン         |      | データベース技術への多大なる貢献に対して。 |
| 1974 | ドナルド・クヌース             |      | アルゴリズムの解析やプログラミング言語の設計に大きく貢献し、特に ”The Art of Computer Programming” に貢献したことに対して。 |
| 1975 | アレン・ニューウェル           |      | RAND 社の J. C. Shaw との共同研究を皮切りに、カーネギーメロン大学の多くの教員や学生との共同研究で、人工知能、人間の認知心理学、リスト処理の分野での基礎的な貢献に対して。 |
| 1975 | ハーバート・サイモン           |      | RAND 社の J. C. Shaw との共同研究を皮切りに、カーネギーメロン大学の多くの教員や学生との共同研究で、人工知能、人間の認知心理学、リスト処理の分野での基礎的な貢献に対して。 |
| 1976 | マイケル・ラビン               |      | 彼らの共作論文 "Finite Automata and Their Decision Problem" (有限状態機械とその決定性問題) に対して。 その論文は非決定性マシンという非常に貴重な概念を導入し、この分野の後続の者たちに絶えずインスピレーションを与えた。 |
| 1976 | デイナ・スコット               |      | 彼らの共作論文 "Finite Automata and Their Decision Problem" (有限状態機械とその決定性問題) に対して。 その論文は非決定性マシンという非常に貴重な概念を導入し、この分野の後続の者たちに絶えずインスピレーションを与えた。 |
| 1977 | ジョン・バッカス               |      | 特にFORTRANの研究によって行われた、実用的な高水準プログラミングシステムの設計への深く影響力のある恒久的貢献、およびプログラミング言語仕様の形式的手法に関する画期的な出版に対して。 |
| 1978 | ロバート・フロイド             |      | 効率的で信頼性の高いソフトウェアを生み出す方法論に明確な影響を与えたこと、また、解析理論、プログラミング言語の意味論、プログラムの自動検証、プログラムの自動合成、アルゴリズムの解析など、コンピュータサイエンスの重要な分野の発見への貢献に対して。                                                                                   |
| 1979 | ケネス・アイバーソン           |      | APLに代表される数学的記法とプログラミング言語理論への貢献に対して。 |
| 1980 | アントニー・ホーア             |      | プログラミング言語の定義と設計に対する基礎的な貢献に対して。 |
| 1981 | エドガー・F・コッド            |      | データベース管理システム、特に関係データベースの理論と実用における基本的貢献に対して。 |
| 1982 | スティーブン・クック           |      | 重要かつ意義深い方法で我々の計算複雑性への理解を高めさせた貢献に対して。 |
| 1983 | ケン・トンプソン               |      | 汎用オペレーティングシステム理論の発展への貢献、特にUNIXオペレーティングシステムの実装に対して。 |
| 1983 | デニス・リッチー               |      | 汎用オペレーティングシステム理論の発展への貢献、特にUNIXオペレーティングシステムの実装に対して。 |
| 1984 | ニクラウス・ヴィルト           |      | EULER, ALGOL-W, MODULA, Pascalといった革新的なコンピュータ言語の開発に対して。 |
| 1985 | リチャード・カープ             |      | ネットワークフローや組合せ最適化問題に関する効率的アルゴリズムの開発、アルゴリズムの効率を判断する基準となる多項式時間の識別など計算理論に関する長年の貢献と、特にNP完全理論への貢献に対して。理論上でも実際上でも与えられた問題の計算複雑度を識別してNP完全かどうかを証明するための方法論はカープが導入し、今日では一般化している。   |
| 1986 | ジョン・ホップクロフト         |      | アルゴリズムとデータ構造の設計と分析における基本的貢献に対して。 |
| 1986 | ロバート・タージャン           |      | アルゴリズムとデータ構造の設計と分析における基本的貢献に対して。 |
| 1987 | ジョン・コック                 |      | コンパイラの開発と理論、大規模システムのアーキテクチャ、RISCの開発における多大なる貢献に対して。 |
| 1988 | アイバン・サザランド           |      | Sketchpadに始まり、その後も続いた、コンピュータグラフィックスにおける先駆的で先見性のある貢献に対して。 |
| 1989 | ウィリアム・カハン             |      | 数値解析への基礎的貢献に対して。浮動小数点計算における最前線の専門家であり、カハンは「数値計算にとって安全な世界を作ること」に専念した。 |
| 1990 | フェルナンド・J・コルバト      |      | CTSSやMulticsといった汎用で大規模なタイムシェアリング・リソース共有型コンピュータシステムの概念を構築し、開発を導いた先駆的業績に対して |
| 1991 | ロビン・ミルナー               |      | 3つの明確で完全な業績に対して。1) LCF、Scottの計算可能関数論理の機械化、機械支援証明構築のためのおそらく最初の理論に基づいた実用的なツール、2) ML、多相型推論と型安全な例外処理機構を含む最初の言語、3) CCS、同時実行の一般的な理論。さらに、完全抽象化、すなわち、操作的意味論と叙述的意味論の関係の研究を定式化し、強力に推進した。  |
| 1992 | バトラー・ランプソン           |      | 分散型のパーソナルコンピューティングの環境の発展とそれを実装するための技術(ワークステーション、ネットワーク、オペレーティングシステム、プログラミングシステム、ディスプレイ、セキュリティ、文書作成)への貢献に対して。 |
| 1993 | ユリス・ハルトマニス           |      | 計算複雑性理論の分野を確立した独創的な論文に対して。 |
| 1993 | リチャード・スターンズ         |      | 計算複雑性理論の分野を確立した独創的な論文に対して。 |
| 1994 | エドワード・ファイゲンバウム   |      | 先駆的な大規模人工知能システムの設計と開発および、人工知能技術の実用性と潜在的価値を広く知らしめたことに対して。 |
| 1994 | ラジ・レディ                   |      | 先駆的な大規模人工知能システムの設計と開発および、人工知能技術の実用性と潜在的価値を広く知らしめたことに対して。 |
| 1995 | マヌエル・ブラム               |      | 計算複雑性理論の基礎的研究とその暗号およびプログラム検証への応用に関する貢献に対して。 |
| 1996 | アミール・プヌーリ             |      | 計算機科学に時相論理を導入した独創的業績とプログラムやシステムの検証への多大な貢献に対して。 |
| 1997 | ダグラス・エンゲルバート       |      | 対話型コンピューティングの未来を切り開き、それを現実化するのに鍵となる技術を発明したことに対して。 |
| 1998 | ジム・グレイ                   |      | データベースおよびトランザクション処理に関する独創的な研究とシステム実装についての技術的リーダーシップに対して。 |
| 1999 | フレデリック・ブルックス       |      | コンピュータ・アーキテクチャ、オペレーティングシステム、ソフトウェア工学に対する貢献に対して。 |
| 2000 | アンドリュー・チーチー・ヤオ   |      | 計算複雑性理論に基づく擬似乱数、暗号理論、通信複雑性などの計算理論への基本的貢献に対して。 |
| 2001 | オルヨハン・ダール             |      | プログラミング言語 Simula I と Simula 67 の設計を通してオブジェクト指向プログラミングの基本的なアイデアを生み出したことに対して。 |
| 2001 | クリステン・ニガード           |      | プログラミング言語 Simula I と Simula 67 の設計を通してオブジェクト指向プログラミングの基本的なアイデアを生み出したことに対して。 |
| 2002 | ロナルド・リベスト             |      | 公開鍵暗号の実用化(RSA暗号)における独創的な貢献に対して。 |
| 2002 | アディ・シャミア               |      | 公開鍵暗号の実用化(RSA暗号)における独創的な貢献に対して。 |
| 2002 | レオナルド・エーデルマン       |      | 公開鍵暗号の実用化(RSA暗号)における独創的な貢献に対して。 |
| 2003 | アラン・ケイ                   |      | Smalltalk の開発チームを指導し、現代のオブジェクト指向プログラミングの元となる多くの考えを開拓したことに対して、また、パーソナルコンピューティングへの基礎的貢献に対して。 |
| 2004 | ヴィントン・サーフ             |      | インターネットの基本通信プロトコルである TCP/IP の開発と実装を含むインターネットワーキングにおける先駆的貢献とネットワーク全般でのリーダーシップに対して。 |
| 2004 | ロバート・カーン               |      | インターネットの基本通信プロトコルである TCP/IP の開発と実装を含むインターネットワーキングにおける先駆的貢献とネットワーク全般でのリーダーシップに対して。 |
| 2005 | ピーター・ナウア               |      | プログラミング言語の設計とALGOL 60の定義、コンパイラの設計、コンピュータプログラミングの技術と実践への基礎的な貢献に対して。 |
| 2006 | フランシス・E・アレン          |      | 現代の最適化コンパイラ (en:Optimizing compiler) と自動並列実行 (en:Automatic parallelization) の基礎を築いた最適化コンパイラ技術の理論と実践への先駆的な貢献に対して。 |
| 2007 | エドムンド・クラーク           |      | ハードウェア・ソフトウェア産業において広く採用されているモデル検査を極めて効果的な検査技術に発達させた役割に対して。 |
| 2007 | アレン・エマーソン             |      | ハードウェア・ソフトウェア産業において広く採用されているモデル検査を極めて効果的な検査技術に発達させた役割に対して。 |
| 2007 | ジョセフ・シファキス           |      | ハードウェア・ソフトウェア産業において広く採用されているモデル検査を極めて効果的な検査技術に発達させた役割に対して。 |
| 2008 | バーバラ・リスコフ             |      | プログラミング言語とシステム設計の実用的・理論的基礎、特にデータ抽象化、フォールトトレランス、分散コンピューティングへの貢献に対して。 |
| 2009 | チャック・サッカー             |      | 最初の近代的なパーソナルコンピュータであるXerox Altoの先駆的な設計と実現、さらにイーサネットとタブレットPCへの貢献に対して。 |
| 2010 | レスリー・ヴァリアント         |      | probably approximately correct (PAC) 学習の理論、列挙と代数計算の複雑さ、並列分散コンピューティングの理論など、計算理論への革新的貢献に対して。 |
| 2011 | ジューディア・パール           |      | 確率的および因果的推論の算法を発展させたことによる人工知能への基礎的貢献に対して。 |
| 2012 | シルビオ・ミカリ               |      | 暗号の科学のために複雑性理論の基礎を築き、その過程で複雑性理論における数学的証明を効率的に検証するための新しい方法を開拓した変革的な業績に対して。 |
| 2012 | シャフィ・ゴールドワッサー     |      | 暗号の科学のために複雑性理論の基礎を築き、その過程で複雑性理論における数学的証明を効率的に検証するための新しい方法を開拓した変革的な業績に対して。 |
| 2013 | レスリー・ランポート           |      | 特に、因果関係や論理クロック、安全性や活性度、複製されたステートマシン、逐次一貫性などの概念の発明など、分散システムや並行システムの理論と実践への基礎的な貢献に対して。 |
| 2014 | マイケル・ストーンブレーカー   |      | 現代のデータベースシステムの基本となる概念と実用に対する基礎的な貢献に対して。 |
| 2015 | マーティン・ヘルマン           |      | 現代の暗号技術への基本的な貢献について。Diffie と Hellman の画期的な 1976 年の論文 "New Directions in Cryptography" は、公開鍵暗号とデジタル署名のアイデアを紹介したもので、今日のインターネット上で最も一般的に使用されているセキュリティプロトコルの基礎となっている。                                                               |
| 2015 | ホイットフィールド・ディフィー |      | 現代の暗号技術への基本的な貢献について。Diffie と Hellman の画期的な 1976 年の論文 "New Directions in Cryptography" は、公開鍵暗号とデジタル署名のアイデアを紹介したもので、今日のインターネット上で最も一般的に使用されているセキュリティプロトコルの基礎となっている。                                                               |
| 2016 | ティム・バーナーズ＝リー       |      | World Wide Web、最初のWebブラウザ、そして Web が今の規模となるための基本的なプロトコルとアルゴリズムを発明したことに対して。 |
| 2017 | ジョン・ヘネシー               |      | マイクロプロセッサ産業の衝撃に耐えられるように、組織的で定量的な方法を用いてコンピュータ・アーキテクチャの設計と評価を行ったことに対して。 |
| 2017 | デイビッド・パターソン         |      | マイクロプロセッサ産業の衝撃に耐えられるように、組織的で定量的な方法を用いてコンピュータ・アーキテクチャの設計と評価を行ったことに対して。 |
| 2018 | ヨシュア・ベンジオ             |      | ディープニューラルネットワークをコンピューティングにおける重要な要素にした概念的および技術的な躍進に対して。 |
| 2018 | ジェフリー・ヒントン           |      | ディープニューラルネットワークをコンピューティングにおける重要な要素にした概念的および技術的な躍進に対して。 |
| 2018 | ヤン・ルカン                   |      | ディープニューラルネットワークをコンピューティングにおける重要な要素にした概念的および技術的な躍進に対して。 |
| 2019 | エドウィン・キャットマル       |      | 3次元コンピュータグラフィックスへの基礎的貢献と、この技術が映画製作やその他のアプリケーションにおける Computer Generated Imagery (CGI) に革命的な影響を与えたことに対して。 |
| 2019 | パット・ハンラハン             |      | 3次元コンピュータグラフィックスへの基礎的貢献と、この技術が映画製作やその他のアプリケーションにおける Computer Generated Imagery (CGI) に革命的な影響を与えたことに対して。 |
| 2020 | アルフレッド・エイホ           |      | プログラミング言語の実装のアルゴリズムと理論の基礎を構築し、何世代にもわたってコンピュータ科学者を教育した大きな影響力を持つ書籍の出版において、これらの成果などを統合したことに対して。 |
| 2020 | ジェフリー・ウルマン           |      | プログラミング言語の実装のアルゴリズムと理論の基礎を構築し、何世代にもわたってコンピュータ科学者を教育した大きな影響力を持つ書籍の出版において、これらの成果などを統合したことに対して。 |
| 2021 | ジャック・ドンガラ             |      | 直近40年間におけるハードウェアの指数関数的な進歩に対応するための高性能計算ソフトウェアを可能にした数値アルゴリズムとライブラリに対して。 |
| 2022 | ロバート・メトカーフ           |      | イーサネットの発明と標準化、実用化に対して。 |
| 2023 | アヴィ・ヴィグダーソン         |      | 計算におけるランダム性の役割についての理解の再構築、および理論コンピューターサイエンスにおける数十年にわたる知的リーダーシップに対して。 |
| 2024 | アンドリュー・バルト           |      | 強化学習の概念的およびアルゴリズム的基礎の開発に対して。 |
| 2024 | リチャード・サットン           |      | 強化学習の概念的およびアルゴリズム的基礎の開発に対して。 |